# كونلن مكابي
كونلن مكابي هو مجدف كندي، ولد في 20 أغسطس 1990 في بروكفيل في كندا.

## وصلات خارجية
- كونلن مكابي على موقع الاتحاد الدولي للتجديف (الإنجليزية)
- كونلن مكابي على موقع اللجنة الأولمبية الدولية (الإنجليزية)
- كونلن مكابي على موقع أوليمبيديا (الإنجليزية)
- كونلن مكابي على موقع اللجنة الأولمبية الكندية (الإنجليزية)